# 18912 Kayfurman
18912 Kayfurman (2000 OM32) là một tiểu hành tinh vành đai chính được phát hiện ngày 30 tháng 7 năm 2000 bởi nhóm nghiên cứu tiểu hành tinh gần Trái Đất phòng thí nghiệm Lincoln ở Socorro.